# نوردلد
نوردلد (به هلندی: Noordwolde) یک منطقهٔ مسکونی در هلند است که در وست‌استلینگ‌ورف واقع شده‌است. نوردلد ۳٬۵۹۶ نفر جمعیت دارد.